# ناخواهری سیندرلا
ناخواهری سیندرلا (به کره‌ای: 신데렐라 언니 Cinderella Unni) یک مجموعه تلویزیونی ساخت کره جنوبی، با داستانی مدرن در مورد انتقام است.
این ملودرام عاشقانه در سئول پایتخت کره جنوبی و زیر نظر شبکه کی‌بی‌اس ۲ ساخته شد. این سریال ۲۰ قسمته برای اولین بار در ۳۱ مارس ۲۰۱۰ و تحت عنوان ناخواهری سیندرلا در شبکه KBS World به پخش جهانی رسید.

## خلاصه داستان
ایون جو (Moon Geun Young) که پدرش را سالها پیش از دست داده، وارد خانواده جدیدی می‌شود. خانواده مردی مهربانی که صاحب یک کارخانه شراب سازی است و مادر ایون جو با او ازدواج کرده، آن مرد خود صاحب یک دختر به نام هیوسون (سئو وو) است. ایون جو و هیوسون به عنوان دو ناخواهری رقابت عاطفی شدیدی را با یکدیگر آغاز کرده و پس از مدتی کوتاه تبدیل به دو دشمن می‌شوند.
از طرفی ایون جو به دلیل بدبینی به این خانواده از مهربانی‌ها و لطف‌های ناپدری خود چشم‌پوشی می‌کند و به نوعی از خانواده دوری می‌کند. در این میان ایون جو با پسری به نام کی هیون (Chun Jung Myung) آشنا می‌شود که با او در دانشگاه درس می‌خواند. این پسر نقش شاهزاده را در این سریال ایفا می‌کند ولی از طرفی هیو سون نیز به این پسر علاقه‌مند شده و به دلیل حسادت بین این دو نفر جدایی می‌اندازد.
سالها می‌گذرد و مادر ایون جو صاحب یک پسر می‌شود و کینه ایون جو و هیو سون که حالا بخاطر کی هیون نیز چند برابر شده باعث اختلافات شدید بین این دو نفر می‌شود. در این میان مرد کارخانه دار فوت می‌کند و حالا هیو سون که تنها مانده از نامادری خود نامهربانی‌های زیادی را می‌بیند ولی آیا ایون جو همانند ناخواهری‌های سیندرلاست؟...

## بازیگران
- مون گیون یانگ (ایون جو): نقش دختری تودار و در ظاهر بدبین ولی با قلبی مهربان را بازی می‌کند که در ابتدای سریال می‌توان حس تنفر از ناپدری را به خوبی در چهره‌اش مشاهده کرد ولی پس از مرگ ناپدری او متوجه خوبی‌های آن مرد می‌شود و در صدد جبران مهربانی‌هایش برمی‌آید.
- سئو وو (هیو سون): دخترکی آرام و عاطفی که مانند یک شاهزاده خانم تمام عمر در ناز و نعمت زندگی کرده و به تمام خواسته‌های خود رسیده‌است و به همین دلیل و به دلیل زیبایی خود در ابتدا خود را از ایون جو برتر می‌داند ولی پس از مرگ پدر زندگی روی دیگر خود را به او نشان می‌دهد.
- چون جونگ-میونگ (کی هیون): پسری زیبا و آرام که عاشق ایون جو می‌شود ولی به دلیل نقشه‌ای که هیو سون از روی حسادت برای آنها کشیده‌است رابطه‌اش با ایون جو خاتمه میابد. بعد از ۸ سال به ظاهر او در کارخانه شراب سازی مرد ناپدری کار می‌کند و جاسوسی پدر ثروتمند خود را که با صاحب این کارخانه رقیب است را می‌کند و همچنین با هیو سون نیز رابطه‌ای را شروع کرده‌است؛ ولی همه چیز همان گونه که به نظر می‌رسد نیست…
- لی می‌ سوک (سونگ کاگ سوک):مادر ایون جو و نامادری هیوسون است. زنی خیانتکار نسبت به همسر خود و بی‌احساس حتی نسبت به دختر واقعی خود … هیوسون او را مادر واقعی خود می‌داند ولی بعد از مرگ پدر روی دیگر این زن به او نشان داده خواهد شد.
- تکیون (خواننده کره ای) (جانگ وو): پسری یتیم است که در کارخانه شراب سازی کار می‌کند و از همان ابتدا به ایون جو علاقه‌مند می‌شود. این پسر تنها فرد مورد اطمینان ایون جو نیز هست.